# Modelo corpo humano

Etiqueta de advertência para um dispositivo sensível à eletrostática, denotando a suscetibilidade do aparelho a danos. Um símbolo semelhante sem a faixa e com uma "cúpula" preta indica um equipamento protegido contra ESD

O modelo corpo humano (HBM - sigla em inglês) é o modelo mais comumente utilizado para caracterizar a suscetibilidade de um dispositivo eletrônico a danos por descarga eletrostática (ESD). O modelo é uma simulação da descarga que pode ocorrer quando um humano toca um dispositivo eletrônico.
A definição mais amplamente usada de HBM é o modelo teste definido no padrão militar estadunidense, MIL-STD-883, Método 3015.9, Classificação de Sensibilidade de Descarga Eletrostática. Este método estabelece um circuito elétrico equivalente simplificado e os procedimentos de teste necessários para simular um evento HBM ESD.
Um padrão internacional amplamente utilizado é o padrão JEDEC JS-001.
HBM é utilizado primordialmente em ambientes de manufatura a fim de quantificar um circuito integrado para sobreviver ao processo manufatureiro. Um padrão semelhante, IEC 61000-4-2, é usado para testes de nível sistêmico e a quantificação dos níveis de proteção em um evento ESD no mundo real em um ambiente não controlado.

## Modelo
Em ambos JS-001-2012 e MIL-STD-883H, o corpo humano carregado é simulado por um capacitor de 100°pF e uma resistência de descarga de 1500 ohms. Durante os testes, o capacitor é totalmente carregado em vários kilovolts (2°kV, 4°kV, 6°kV e 8°kV são os níveis padrão típicos) e então descarregados através do resistor conectado em série ao dispositivo em teste .